# Degeneromyia thais
Degeneromyia thais is een tweevleugelige uit de familie steltmuggen (Limoniidae). De soort komt voor in het Australaziatisch gebied.